# Salih Muslim Muhammad
Salih Muslim Muhammad (Sharan, 1951) é um político sírio de origem curda que foi líder do Partido da União Democrática de 2010 a 2017.